# Мануел Гоміш да Кошта
Мануе́л де Оліве́йра Го́міш да Ко́шта (порт. Manuel de Oliveira Gomes da Costa; 14 січня 1863, Лісабон — 17 грудня 1929, Лісабон) — португальський військовий та політичний діяч, маршал Португалії (1926), тимчасовий виконувач обов'язків Президента Португалії з 19 червня 1926 по 9 липня 1926 року (пробув на цій посаді менше місяця).

## Біографія
Як військовий, відзначився в операціях з умиротворення в португальських колоніях в Африці і в Індії, а також під час Першої світової війни.
Як політик, був лідером, якого праві консерватори обрали для очолювання революційних подій 28 травня 1926 року, що розпочалися з міста Браги. З самого початку цієї революції Гоміш да Кошта не взяв владу у свої руки, що зробив Жозе Мендіш Кабесадаш, якому він довіряв і який керував ходом революційних подій у Лісабоні. Проте згодом після наради заколотників у Сакавені 17 червня 1926 року, Мендіш Кабесадаш був примушений скласти повноваження президента Республіки і голови Ради міністрів на користь Гоміша да Кошти. Хоча президентство Гоміша да Кошти тривало не набагато довше ніж його попередника: вже 9 липня нова контр-революція під керівництвом Антоніу Ошкара Кармони призводить до зміни уряду, а 16 листопада того ж року — і до проголошення останнього новим президентом Республіки.

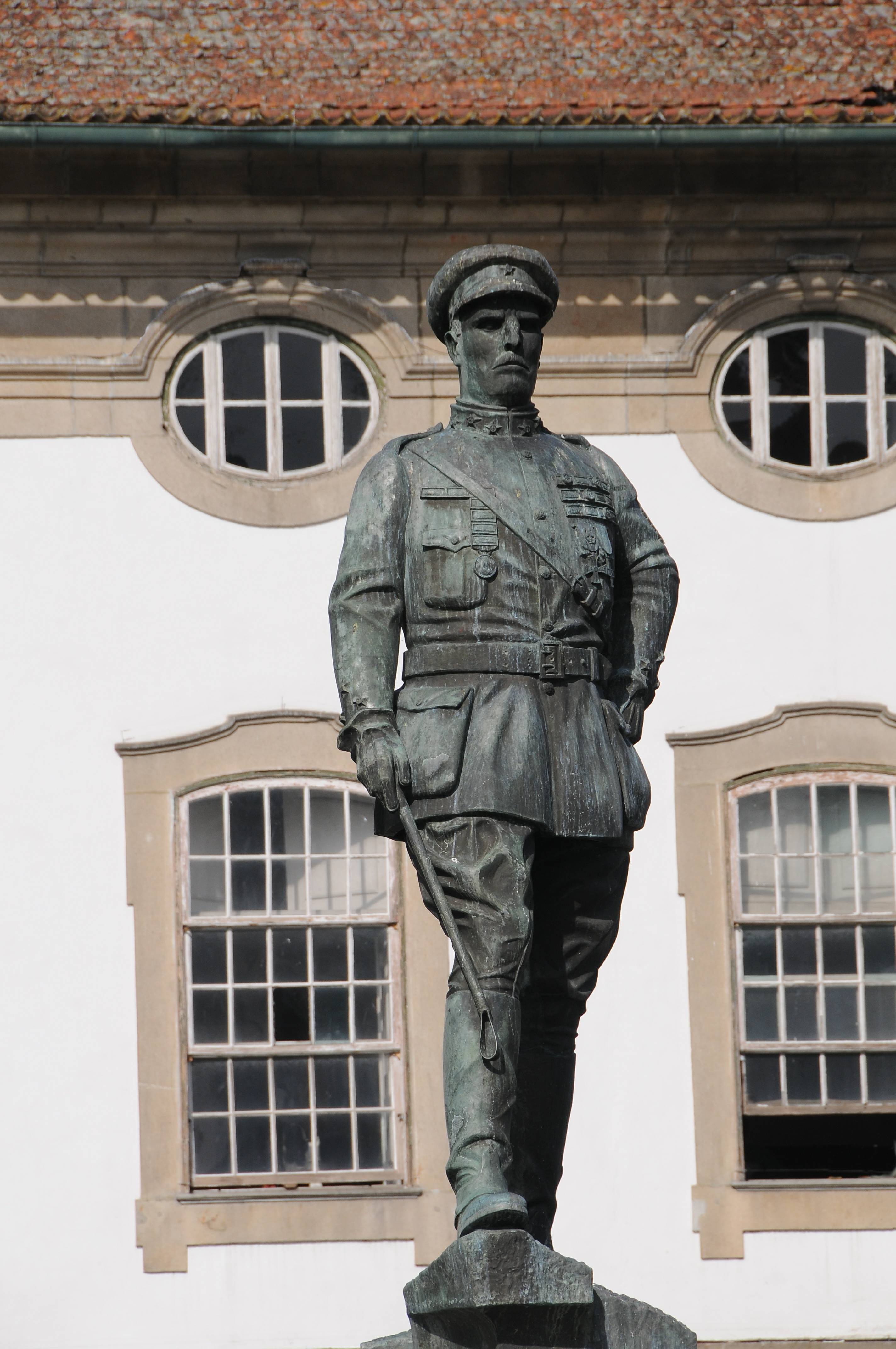
Скульптура Гоміша да Кошти в Бразі

Ставши новим главою уряду, Ошкар Кармона висилає Мануела Гоміша да Кошту на Азорські острови і дає йому військове звання маршала.
У вересні 1927 року Гоміш да Кошта повертається у Лісабон, де за два роки помер у жалюгідних умовах, самотній і бідний.